# Рейн, Лена
Лена Рейн (англ. Lena Raine, род. 29 февраля 1984 года), также известная под псевдонимом Лена Шаппелл (англ. Lena Chappelle), — американский композитор и продюсер. Рейн наиболее известна своей работой над саундтреками к играм Celeste и Guild Wars 2. Также она писала музыку для различных других видеоигр, включая Minecraft, Deltarune и Chicory: A Colorful Tale.

## Жизнь и карьера
Рейн рано приобщилась к музыке благодаря участию в хоре в раннем возрасте. Её отец также был скрипачом. В сообществе поклонников Соника она научилась делать MIDI-аранжировки, сначала делая MIDI-версии известных ей песен, а затем создавая оригинальную музыку. Позже она училась в Корнишском колледже искусств по специальности «музыкальная композиция».
Рейн — трансгендерная женщина.
Рейн наиболее известна своей работой над саундтреками к играм Celeste и Guild Wars 2. В течение шести лет она работала в ArenaNet, сочиняя саундтреки для Guild Wars 2. В ArenaNet она и Маклейн Димер были штатными композиторами музыки к игровому дополнению 2015 года, Guild Wars 2: Heart of Thorns. Она покинула ArenaNet в 2016 году.
В 2018 году Рейн выпустила текстовое приключение ESC на itch.io. Рейн была разработчиком и композитором ESC, а визуальное оформление было создано компанией Dataerase. В 2019 году она выпустила свой дебютный альбом Oneknowing. Она сочинила музыку для Minecraft, создав четыре новых музыкальных произведения, которые были включены в обновление 1.16 «Nether Update» в 2020 году, и 7 новых композиций для обновления 1.18 «Caves & Cliffs: Part 2» в ноябре 2021. Рейн написала саундтрек для приключенческой ролевой игры Chicory: A Colorful Tale, которая вышла в середине 2021 года, и Deltarune.

## Награды
В 2019 году Рейн была номинирована на премию BAFTA и получила награду Американского общества композиторов, авторов и издателей в категории Video Game Score of the Year. Её саундтрек к игре Celeste также был номинирован на премию The Game Awards 2018 года в категории «Лучшая партитура/музыка».

## Дискография

### Альбомы и синглы
| Год  | Название             | Примечания                     |
| ---- | -------------------- | ------------------------------ |
| 2020 | Reknowing            | Ремикс Oneknowing              |
| 2019 | Oneknowing           | Дебютный полнометражный альбом |
| 2019 | 2X18                 | Сингл                          |
| 2018 | Lullaby for Lancer   | Сингл                          |
| 2018 | A Day on the Road    | EP                             |
| 2017 | Chip Collection      | Сборник чиптюнов               |
| 2017 | Dawn Ouroboros       | Single                         |
| 2016 | Transference         | Single                         |
| 2016 | Acoustic Collection  | Акустический сборник           |
| 2016 | Singularity          | EP                             |
| 2016 | Snowflight           | EP                             |
| 1999 | Changing of the Tide | Сборник                        |

### Саундтреки
| Год     | Название                                           | Тип   |
| ------- | -------------------------------------------------- | ----- |
| Отменён | Earthblade                                         | Игра  |
| 2024    | Minecraft: Tricky Trials Update                    | Игра  |
| 2022    | Minecraft: The Wild Update                         | Игра  |
| 2021    | Minecraft: Caves & Cliffs                          | Игра  |
| 2021    | Deltarune: Chapter 2                               | Игра  |
| 2021    | Chicory: A Colorful Tale                           | Игра  |
| 2021    | Celeste Classic 2: Lani’s Trek                     | Игра  |
| 2020    | Sackboy: A Big Adventure                           | Игра  |
| 2020    | Minecraft: Nether Update                           | Игра  |
| 2020    | Spin Rhythm XD Beyond The Heart (Broken Heart Mix) |       |
| 2019    | Steven Universe: The Movie                         | Фильм |
| 2019    | Celeste: Farewell                                  | Игра  |
| 2018    | ESCISM (ESC Original Soundtrack)                   | Игра  |
| 2018    | Celeste — Madeline’s Grab Bag                      | Игра  |
| 2018    | Celeste                                            | Игра  |
| 2016    | Hackmud                                            | Игра  |
| 2016    | UPSHIFT                                            | Игра  |
| 2016    | PANIC at Multiverse High!                          | Игра  |
| 2015    | Guild Wars 2: Heart of Thorns                      | Игра  |
| 2014    | Dead State                                         | Игра  |
| 2013    | Music Madness                                      | Игра  |